# 橋爪功
橋爪 功（はしづめ いさお、1941年〈昭和16年〉9月17日 - ）は、日本の俳優。演劇集団 円前代表、円企画所属。身長168cm、体重63kg。O型。

## 経歴

### 生い立ち
大阪府大阪市東住吉区に生まれた。路地奥の上下に二間、内風呂と小さな庭のある借家で育つ。父は和歌山県の海南出身。母は愛人であり、父には本妻が別にいた。11才上の兄はいったん母親の兄の籍に入った後、父の籍に入ったので、当初は功が母の戸籍上では長男となっていた。
子どもの頃は、父の影響で歌舞伎や映画を観るのが好きな子だった。明るく目立ちたがり屋なこともあり、東田辺小学校では生徒会長を買って出た。

### 学生時代
大阪教育大学附属平野中学校へ進学した後、そこで出会った友人がサルトルやカミュの作品を読んでいた影響で自身も文学作品を読むようになった。中学2年で父親を亡くす。父の本妻は病弱だったため、父の死後まもなく亡くなった。
大阪府立天王寺高等学校1年の2学期、東京に転居して東京都立青山高等学校に転校した。父が残してくれたお金で世田谷区千歳烏山に家を建てて暮らし始める。高校の文化祭でたまたま見た演劇部の「獅子」という舞台に感激し、入部した。その後学力が下がったことで国立大学は学力的に厳しく、私立大は経済的に難しいことから大学進学を断念。

### 俳優として
ある日新聞で文学座が10年ぶりに研究生を募集するという記事を偶然見つけて1961年、文学座附属演劇研究所の1期生に応募し合格。同期には岸田森、草野大悟、寺田農、樹木希林、小川眞由美、北村総一朗がいた。1963年、文学座を離れ劇団雲に参加する。1974年、尊敬する芥川比呂志演出の舞台『スカパンの悪だくみ』で大阪弁でスカパンを演じ、この仕事が俳優としての転機となり一躍演劇界のスターとなる。
1975年、芥川、仲谷昇、岸田今日子、有川博らとともに、演劇集団 円の創立に参加。以降も所属する円を中心に、舞台活動を続けている。2006年、前代表の仲谷昇の死後、円の代表となり2023年まで務めた。野田秀樹との二人芝居『し』や、椎名桔平と共演の『レインマン』など、外部出演も多い。
2010年1月に放送されたFMシアター『かわり目〜父と娘の15年〜』(NHK大阪放送局製作)では、放送文化基金賞演技賞受賞。
2011年、第46回紀伊國屋演劇賞個人賞を受賞。
30代後半からテレビドラマに出演するようになり、その後は連続・2時間モノを問わずにコンスタントに出演。しかも主役から脇役まで幅広く演じ分けて個性を発揮（若い頃は脇役専門で、1970年代から1980年代には悪役として活動）。主役を演じるようになったのは50代に入ってからだが、2時間ドラマでの主演が多く、『京都迷宮案内』など、シリーズ化されたものもある。
他にも海外ドラマの吹き替えや、中学校国語科教科書音声教材CD（光村図書版）での魯迅『故郷』の朗読などもこなしている。

## 受賞・栄典
- 第13回日本アカデミー賞優秀助演男優賞 - 映画「キッチン」、「ジュリエット・ゲーム」、「善人の条件」
- 第15回日本アカデミー賞優秀助演男優賞 - 映画「おいしい結婚」[6]
- 第20回日本アカデミー賞優秀主演男優賞 - 映画「お日柄もよくご愁傷さま」[7]
- 第9回読売演劇大賞優秀男優賞
- 第15回読売演劇大賞選考委員特別賞 - 舞台「実験」「レインマン」
- 第36回放送文化基金賞演技賞 - ラジオドラマ「かわり目〜父と娘の15年〜」
- 第46回紀伊國屋演劇賞個人賞 - 舞台「ゴドーを待ちながら」「ウエアハウス circle」
- 第37回日本アカデミー賞 優秀主演男優賞[8] - 映画「東京家族」
- 第67回芸術選奨文部科学大臣賞 - 「景清」での演技[9]
- 第25回読売演劇大賞最優秀男優賞 - 舞台「謎の変奏曲」[10]
- 第44回菊田一夫演劇賞 - 舞台「Le Père 父」[11]
- 第27回読売演劇大賞 大賞・最優秀男優賞 - 舞台「Le Pere 父」
- 第28回橋田賞[12]
- 旭日小綬章（2021年）[13][14]

## 人物・エピソード

### 対人関係
- 青山高校の同級生には仲本工事がいた。クラスが同じだったこともあり、つり輪など体操を教えてもらったこともある[15]。
- 北村総一朗は文学座に在籍した頃から「40年来の友人」で、北村は「仕事のなかった若い時はお互いに悶々としていた」と回想する[16]。北村とは、『新・京都迷宮案内』シリーズでも共演している。
- 芥川比呂志を尊敬しており、「文学座で芥川比呂志に出会ったことが“僕の人生におけるエポック(新時代)の幕開け”と評している[4]。懸命に演劇に取り組む芥川から新劇の面白さを教わった橋爪は、文学座を退所した後劇団「雲」、演劇集団 円と芥川について行くこととなった。
- 田村正和とは1993年に公開の映画『子連れ狼・その小さき手に』、『カミさんの悪口』で共演して以来親しくなり、テレビ局ではなく田村のマネージャーから直接、田村の出演作への出演やナレーションを頼まれるなど、多くの作品で共演した[17]。
- 石倉三郎とは親交があり、「（橋爪の）唯一の友達」と本人から言われたほど。
- 吉行和子とは、ドラマ『愛していると言ってくれ』映画『お日柄もよくご愁傷さま』、映画『東京家族』、『家族はつらいよ』シリーズなとで夫婦役で頻繁に共演しており交流も深い。
- 野際陽子とは、映画『善人の条件』、ドラマ『ずっとあなたが好きだった』『スウィート・ホーム』『ヤマ勘記者の事件日誌』『京都迷宮案内』『新・京都迷宮案内』(無印から9シリーズ連続共演)『笑う三人姉妹』など、頻繁に共演しており交流も深い。
- 布施博とも共演が多く義理の親子役という立場での関係性が多かった。『ずっとあなたが好きだった』や『スウィート・ホーム』では義理の親子役。『大家族ドラマ 嫁の出る幕』では実の親子役での共演だった。
- 最初の妻と離婚後に、舞台で共演した小川眞由美と婚約した。籍を入れないまま同棲していたが(事実婚)、数年後に婚約を破棄して別れている。
- NHKドラマ「海も暮れきる」の中で酒乱の尾崎放哉を演じた。原作者の吉村昭は、その迫真の演技に「橋爪は本物の酒乱ではないかと疑い、一緒に酒を飲むときに恐怖を覚えた」という。

### その他のエピソード
- 若い頃は、出番の多い役が回ってくることは稀で、裏方の仕事も担当していた。「演技を学ぶどころか、大道具の積み込みとバラシばかりうまくなって(…)そういう恨みつらみがパワーになって、ここまで続けてこれたという面もあるんでしょう」と回想している[18]。
- 舞台では小さな劇場が好みだという。「(小さな劇場では)お客さんとの距離感や独特の緊張感は特別(…)意外かもしれませんが、お客さんの側にいるのが好きなんです」と語る[19]。
- 先述の通り舞台『スカパンの悪だくみ』の演技により演劇界で注目されたもののまだまだ生活は楽にならず、1989年のNHK連続テレビ小説『青春家族』に出演した頃(当時48歳)からようやく役者で食べていけるようになった[4]。
- 『青春家族』のロケで静岡県土肥町を訪れて以来、演劇集団 円のメンバーや地元の住民たちとともに、年に1回は同町で野外演劇「菜の花舞台」を行っており、2021年現在で26回ほどを数える(ただしコロナ禍のため2年間は中止となった)[4]。
- かつて多数演じていた悪役にはこだわりがあり、「“物分かりの良い上司"なんていう役もけっこう来るんだけど、たまには悪役もやりたいんだ(…)悪役に見えて実際は良い人だった、というんじゃなく、圧倒的に悪い、絶対に側にいてほしくないような人物も演じたいんですよ」と話している[20]。
- 2006年の『輪舞曲』(1月 - 3月)、引き続き同枠の『おいしいプロポーズ』(4月 - 6月)に出演。日曜劇場の連投は、稀なケースである。
- 福岡ソフトバンクホークスの大ファン(南海ホークス時代からのファン)。

## 家族・親族

### 橋爪家
（和歌山県海南市、大阪府大阪市東住吉区、東京都世田谷区）
父・徳松（教育者、実業家）
父・徳松（1893年（明治26年）2月生）は和歌山県の海南出身で、家は極貧だったが頭が良かったので地元の篤志家が金を出してくれて、中学を二年飛び級して大学に行った。中学まで二里の道を毎日歩いた。学校までの中間地点にいつも徳松が野糞をする松の木があって、地元の人はそこを“徳松の松”と呼んでいた。橋爪が物心ついた頃は徳松は大阪電気商会の重役だったが、昔は旧制の天中（天王寺中学）で化学の先生をしていた。そのうち何を思ったか教師をやめて東北大学の法科に入り直した。そして満鉄関係の仕事で中国に渡ったりした。汚職で一遍刑務所に入ったことがあった。母は「お世話になってた人を庇（かば）って服役した」と述べている。1年半後に出てきて、新しい会社を紹介してもらってそこの重役になった。変わった人だった。橋爪によれば「小柄ですし、男前でもなかったけど、ちょっと色気のある男だった。よく歌舞伎に連れてってくれた。いつも苦虫噛みぶしたような顔していた」という。橋爪によると「父は、兄を厳しく育てたが僕には優しかった」とのこと。
略歴 - 1916年に東京高等工業を卒業。横浜舎密化学研究所に入り朝鮮電気興業に転じ大阪府立天王寺中学・大阪今宮工業学校教諭となった後、1927年に東北帝大法文学部を卒業後、大阪織物に入社。1938年に専務。1941年には大阪電気商会大阪暖房商会取締役支配人に就任。宗教は浄土宗。趣味は観劇。
母・きぬ
徳松より13歳年下(1906年生まれ)で、船場の甘い物屋の娘だったという。1989年没(享年83歳)。
兄、姉
兄は、橋爪と同じく天王寺高校に進学し、橋爪が6歳の頃演劇活動をしていた兄に駆り出されて子役として舞台に上がったこともある。その後東京で働き始め、母と橋爪の上京は自身を頼ったことによるもの。
橋爪によれば「兄貴は11上で間に姉(橋爪の7歳上)がいるんですけど赤ん坊の時に本妻さんにあげちゃったんです。本妻さんには子供がなかったから。うちの姉は呑気な人でね。顔は誰が見たってうちのお袋とそっくりで本妻さんには全然似てないのに結婚するまで本妻さんが本当の母親だと思ってたの（笑）。楽天的なんです、お袋に似て。」という。
現在の妻
橋爪が45歳の時に20歳年下だった妻と再婚した。橋爪によるとこの頃からCMなどの仕事が来るようになったりNHKのドラマ『青春家族』への出演が決まるなど、「再婚で僕の人生の風向きが変わった気がする」と評している。
息子・貴明（演出家・振付師・音楽監督）、橋爪遼
娘・渓（女優、歌手、振付師）

## 出演

### テレビドラマ

#### NHK
- 大河ドラマ（総合）
  - 源義経（1966年） - 頼朝の家来
  - 竜馬がゆく（1968年） - 坂本直次郎 役
  - 春の坂道（1971年） - 俵春之助 役
  - 花神（1977年） - 紅屋木助 役
  - 草燃える（1979年） - 伊東祐清 役
  - 武田信玄（1988年） - 真田幸隆 役
  - 琉球の風（1993年） - 名護親方 役
  - 八代将軍吉宗（1995年） - 室鳩巣 役
  - 武蔵 MUSASHI（2003年） - ナレーション
- 連続テレビ小説（総合）
  - 鮎のうた（1979年）
  - ロマンス（1984年） - 近江屋徳次郎 役
  - 青春家族（1989年） - 阿川久司 役
  - 君の名は（1991年） - 加瀬田修造 役
  - すずらん（1999年） - 常盤次郎（明日萌駅駅長） 役
  - まんぷく（2018年） - 三田村亮蔵 役[24]
- 赤ひげ 第18話「病人長屋東一番」（1973年、総合）
- 少年ドラマシリーズ 赤い月（1977年、総合） - 松川一郎 役
- 男たちの旅路 第2部（1977年、総合） - 大沢司令補 役
- 新・なにわの源蔵事件帳 第6話「絵図面盗難事件」（1983年、総合）
- オアシスを求めて（1985年、総合）
- 追う男（1986年、総合） - 後藤専務 役
- 橋の上においでよ（1987年10月31日、総合） - 松谷 役
- 翼をください（1988年、総合）  - 丸山光政 役
- 土曜ドラマ（総合）
  - 十九歳（1989年） - 大野教諭 役
  - 妻よ（1994年）
  - 監査法人（2008年） - 篠原勇蔵 役
  - ボーダーライン（2014年） - 菅野修 役
- 銀行 男たちのサバイバル（1994年、総合） - 松岡紀一郎
- 金曜時代劇→土曜時代劇（総合）
  - 夢暦長崎奉行（1996年） - ナレーション
  - お登勢（2001年） - 加納市左衛門 役
- 冬の蛍（1997年、総合） - 主演・西山勉 役 ※ 遊井亮子とダブル主演
- 新 花へんろ 〜風の昭和日記〜（1997年） - 照一
- 結婚前夜（1998年） - 高杉楯夫 役
- 正月時代劇 四千万歩の男・伊能忠敬 （2001年、総合） - 伊能忠敬
- 月曜ドラマシリーズ（総合）
  - 結婚泥棒（2002年） - 主演・板倉英一郎 役
  - 菊亭八百善の人びと（2004年） - 楠木茂一 役
- 笑う三人姉妹（2005年、総合） - 松岡幸平 役
- 海峡 （2007年、総合） - 市岡礼三 役
- プレミアムよるドラマ ラスト・ディナー 第8夜 「永遠の想い」（2013年、BSP）
- BS時代劇 神谷玄次郎捕物控（2014年、BSP） - ナレーション
- 紅雲町珈琲屋こよみ（2015年、総合）[25] - 松井
- 夕凪の街 桜の国（2018年、総合） - 石川旭 役
- オリバーな犬、 (Gosh!!) このヤロウ（2021年、総合）[26]
- 悪女について（2023年、BS4K） - 高倉健 役[27]
- 団地のふたり（2024年、BS・BSP4K） - 太田昌夫 役

#### 日本テレビ
- 火曜日の女シリーズ「ガラス細工の家」（1973年、ユニオン映画）
- 太陽にほえろ!
  - 第103話「狼を見た少年」 (1974) - 谷内常夫 役
  - 第205話「ジョーズ探偵の悲しい事件簿」 (1976) - 沢田
  - 第255話「本日多忙」（1977年） - 中原
  - 第266話「逃亡者」・第267話「追跡者」 （1977年） - 久門修 役
  - 第320話「翔べないカナリヤ」（1978年） - スナック「ルナ」マスター 役
- 大都会 闘いの日々 第20話「週末」 (1976) - ブルーフィルム屋
- いろはの"い" 第7話「同棲」 (1976) - 売春組織の男
- 新五捕物帳 第41話「露の情け」（1978）
- 熱中時代 第8話「危険な関係プレイバック」 (1978) - 山本
- 俺たちは天使だ! 第1話「運が悪けりゃ死ぬだけさ」（1979年） - 橋爪刑事 役
- 火曜サスペンス劇場
  - 「松本清張スペシャル・歯止め」(1983) - 竹田助手
  - 「天使の復讐」(1983年6月)
  - 「それでも愛してる」(1983年10月)
  - 「霖雨の時計台」(1983年) - 曲垣修造 役
  - 「空白の実験室」(1986年5月)
  - 「弁護士・高林鮎子」シリーズ (1986 - 2005年)  - 竹森慎平 役
  - 「スキャンダル」(1988年1月)  - 山田卓次 役
  - 「移動指紋」(1994年7月) - 主演
  - 「松原完治・お金ちょうだい致します」 (2004年3月) - 主演・松原完治 役
- 外科医有森冴子第2シリーズ (1992)
- 嵐の中の愛のように (1993、読売テレビ制作) - 高城俊介
- はだかの刑事 (1993年) - 田村太助捜査課長 役
- たたかうお嫁さま (1995年) - 安田正一 役
- グッドラック (1996年) - 飛鳥光太郎 役
- 24時間テレビ 「愛は地球を救う」スペシャルドラマ・心の扉 (1998)
- 今夜は営業中!（1999年9月18日）
- オカン (2000) - 北村鶴雄
- 87% (2005) - 宇月寅蔵
- DRAMA COMPLEX
  - 私が私であるために (2006) - 朝比奈誠一
- BS笑点ドラマスペシャル 初代林家木久蔵(2020年1月11日、BS日テレ制作) - 8代目 林家正蔵→林家彦六
- 相続探偵 第1話（2025年1月25日） - 今畠忍三郎 役[28]

#### TBS
- ザ・ガードマン
  - 第34話「ダイヤモンド作戦」（1965年）
  - 第43話「顔の消えた男」（1966年）
  - 第57話「危険を買う男」（1966年）
  - 第134話「影なき殺人命令」（1967年）
  - 第167話「停年殺人」（1968年）
  - 第172話「怪談・殺人鬼ホテル」（1968年）
  - 第206話「新婚旅行は地獄へどうぞ」（1969年）
  - 第229話「怪談・私と同じ顔の幽霊」（1969年）
  - 第294話「ハレンチ奥さんの完全犯罪」（1970年）
  - 第327話「ショック! 雨の夜は死人が舞う」（1971年）
- 楠木正成 怒濤日本史（1966年、毎日放送制作）寺山修司脚本
- 新帰朝者（1968年、毎日放送制作）永井荷風原作、遠藤周作脚本
- テレビ文学館 名作に見る日本人「三四郎」（1968年、毎日放送制作）
- キイハンター
  - 第148話「撃て! 情無用ギャングの勲章」（1971年）
  - 第202話「サイコロGメン 御用旅」（1972年） - 郷田昇
- 影同心 第19話「色の地獄は殺し節」（1975年、毎日放送制作） - 島田太兵衛
- 宇宙鉄人キョーダイン 第31話「ああ兄ちゃんが!! スカイゼルになれない」（1976年、毎日放送制作） - デスガッター
- 人間の証明（1978年、毎日放送制作） - 宮武教授
- 拳骨にくちづけ（1981）
- 茜さんのお弁当（1981） - 野田治夫
- 淋しいのはお前だけじゃない（1982） - 小川靖
- モモ子シリーズ
  - 聖母モモ子の受難（1983）
  - スキャンダル黙示録（1985）
  - 芸者モモ子の復活（1989）
  - 最後の審判（1997）
- 3年B組金八先生3（1988） - 山津茂教頭
- スティル・ライフ－霧子とマリエの犯罪的同棲生活（1989）
- 金曜ドラマ 結婚したい男たち（1991） - 牛島勉
- ずっとあなたが好きだった（1992） - 西田常雄
- ティファニーで朝食を（1992）
- 愛するということ（1993） - 月村宗三郎
- 月曜ドラマスペシャル→月曜ミステリー劇場→月曜ゴールデン
  - 刑事・野呂盆六 - 主演・野呂盆六 
    - (1) 完全犯罪の女（1993）
    - (2) 殺意のマリア（1994）

  - 松本清張特別企画・父系の指（1995） - 峯太郎
  - フォトグラファー桜井美由紀 - 重金俊之 
    - （1）夜の虹（1996）
    - （2）死都物語（1997）
    - （3）暗黒凶像（1998）

  - ヤマ勘記者の事件日誌 - 主演・山尾武 
    - （1）北の天使たち（1997）
    - （2）妻を捨て蒸発した男の謎を追って博多（1997）

  - 横山秀夫サスペンス 第三の時効シリーズ - 田畑昭信 
    - 沈黙のアリバイ（2002）
    - 第三の時効（2003）
    - 密室の抜け穴（2003）
    - ペルソナ-偽りの微笑（2004）
    - 囚人のジレンマ（2004）
    - モノクロームの反転（2005）

  - 冤罪〜父と子の旅路〜（2005） - 柳瀬光三
  - そうか、もう君はいないのか（2009） - 武田
  - ヤメ判 新堂謙介 殺しの事件簿（2011） - 新堂謙介
  - 京都殺人授業 第一講座「雨の中の義経」（2013） - 北山丈晴
- カミさんの悪口 - 茂木修二郎 
  - カミさんの悪口（1993）
  - カミさんの悪口2（1995）
- スウィート・ホーム（1994） - 宮坂武雄
- パパはニュースキャスタースペシャルIII（1994） - 小暮秀夫
- 私はニュースキャスター 迷惑でしょうが（1995）
- 今夜もテレビで眠れない（1995）
- 愛していると言ってくれ（1995） - 榊伸吉
- キャンパスノート（1996） - 鶴岡修造
- 東芝日曜劇場 カミさんなんかこわくない（1998） - 神戸保
- あきまへんで!（1998） - 中田康弘
- 百年の物語・第3夜「現代編・Only Love」（2000） - 井上弁護士
- 嫁はミツボシ。（2001） - 新庄政吉
- ナショナル劇場 こちら本池上署 - 青柳十三 
  - 第1シリーズ（2002）
  - 第2シリーズ（2003）
  - 第3シリーズ（2004）
  - 第4シリーズ（2004）
  - 第5シリーズ（2005）
- あなたの人生お運びします!（2003） - 日高千吉
- 松本清張サスペンス特別企画 霧の旗（2003） - ナレーター
- 新しい風（2004） - 延岡良治
- 女系家族（2005） - 大野宇市
- 日曜劇場
  - 輪舞曲（2006） - 宋圭煥
  - おいしいプロポーズ（2006） - 葛城道造
  - 運命の人（2012） - 弓成正助
  - THE GOOD WIFE / グッドワイフ 第2話（2019） - 神山大輔
  - VIVANT 最終話（2023年9月17日） - 上原史郎[29]
- 夫婦道 - 中森修造 
  - 夫婦道 (1)（2007）
  - 水曜劇場 夫婦道 (2)（2009）
- あの戦争は何だったのか 日米開戦と東條英機 (2008) - 東郷茂徳
- スペシャルドラマ「花祭」（2009年10月3日、中部日本放送） - 白山宝介
- ドラマ特別企画「塀の中の中学校」（2010年） - 石川政明
- MBS開局60周年記念スペシャルドラマ「花嫁の父」（2012年1月8日、毎日放送） - 星野紘一郎
- ハンチョウ〜警視庁安積班〜シリーズ6（2013年） - 水沢圭次郎
- スペシャルドラマ「LEADERS リーダーズ」（2014年3月22日・23日） - 石山又造
- 「月に行く舟」（2014年10月4日、中部日本放送） - 佐々波慶太郎

#### フジテレビ
- ライオン奥様劇場・影の車（1971） - 小磯淳一
- 恐怖劇場アンバランス 第4話「仮面の墓場」 (1973) - 山口哲夫
- 大空港 第11話「ライン河の追跡」 (1978)
- 平岩弓枝ドラマシリーズ・午後の恋人(1979) - 宇刈乙也
- 影の軍団III（1983、関西テレビ制作） - ナレーター
- 年下のひと（1983、東海テレビ制作）
- 影の軍団IV/幕末編 (1985、関西テレビ制作) - 瓢斎
- 夏家族 (1987)
- 熱くなるまで待って! (1987) - 新田
- 女性作家サスペンス「攻撃は最低の防御」(1988)
- さよなら李香蘭 (1989)
- あいつがトラブル (1989) - 港街署長・水原万吉
- 日本一のカッ飛び男 (1990) - 西本久司
- お江戸捕物日記 照姫七変化 (1990) - ナレーター
- パパ!かっこつかないゼ (1990)
- 世にも奇妙な物語
  - 「復讐クラブ」（1990年）
  - 「逆探知」（1992年） - 中山正道 役
  - 「笑う頭脳」（1995年）
- 仕掛人・藤枝梅安 (1990) - 彦次郎 役
  - 壱 梅安二人旅 (1991)
  - 弐 梅安仕掛針 (1991)
  - 参 梅安流れ星 (1991)
  - 四 梅安迷い箸 (1991)
  - 五 さみだれ梅安 (1991)
  - 対決 (1993)
- 金曜ドラマシアター (1991-1993) - 案内人として
- 千代の富士物語 (1991、関西テレビ制作) - 秋元松夫
  - 第2部 青春篇 (1992)
  - 第3部 栄光への道 (1992)
- 1970 ぼくたちの青春 (1991)
- 経理課峯松係長の犯罪（1992）- 峯松英郎
- ジュニア・愛の関係 (1992) - 稲城徳善
- 風車の浜吉捕物綴 (1992)
- 君のためにできること (1992)
- 乾いて候（1993年） - ナレーション
- サスペンス魔・迷い道 (1993、関西テレビ制作) - 主演
- 御家人斬九郎 第1シリーズ 第4話「青い肌の謎」（1995年、映像京都） -王紹栄
- Days (1998) - 竹内克彦
- 人情教授 夏目龍之介 (1998) - 夏目龍之介
- 剣客商売 - ナレーション
  - 第1シリーズ (1998)
  - 第2シリーズ (1999)
  - 第3シリーズ (2001)
  - 第4シリーズ (2003)
  - 第5シリーズ (2004)
  - スペシャル「助太刀」 (2004)
  - スペシャル「母と娘と」 (2005)
  - スペシャル「決闘・高田の馬場」 (2005)
  - スペシャル「女用心棒」 (2006)
  - スペシャル「春の嵐」 (2008)
- 金曜エンタテイメント→金曜プレステージ
  - 主夫刑事と猛妻鑑識官の夫婦事件帳 (1999) - 志摩勇次
  - おもろい夫婦事件帖 (1,2) (2001) - 志摩勇次
  - 医局派遣医　藪仁平(2003)
  - 滅びのモノクローム (2004) - 月森進之助
  - ドクター小石の事件カルテ - 小石三郎 
    - (1) 血痕 (2004)
    - (2) 検死 (2006)
    - (3) 毒薬 (2006)
    - (4) 劇薬 (2008)
    - (5) 毒炎 (2009)
    - (6) 異物 (2009)

  - 堂場瞬一サスペンス 逸脱〜捜査一課・澤村慶司〜 (2013) - 谷口吾郎 
    - 堂場瞬一サスペンス 執着〜捜査一課・澤村慶司〜 (2014) - 谷口吾郎
- ショカツ (2000、KTV制作) - 鹿間義則警視正
- 帰らざる黄金の日々 南海ホークスへの鎮魂歌 (2004、関西テレビ制作) - ナレーション
- 鬼平犯科帳スペシャル 山吹屋お勝 (2005) - 三沢仙右衛門 役
- 婚カツ! (2009) - 桜田周五郎 役
- フジテレビ開局50周年記念ドラマ 不毛地帯(2009年10月 -2010年3月) - 谷川大佐
- 名古屋やっとかめ探偵団シリーズ(東海テレビ制作) - 波川まつ尾 
  - 名古屋やっとかめ探偵団(2010年6月20日)
  - どえりゃあ婆ちゃん探偵団〜湯けむりパラダイスの怪事件〜(2011年1月4日)
- 東京にオリンピックを呼んだ男（2014年10月11日、フジテレビ） - 平沢和重
- OUR HOUSE（2016年4月 - 6月） - 伴奏一郎 [30]
- 鬼平犯科帳 THE FINAL（フジテレビ、2016年12月2日、12月3日） - 京極備前守 [31]

#### テレビ朝日
- 新選組血風録 第12話「紅花緒」(1965) - 高田清作
- 特別機動捜査隊 第209話「狂った旋律」(1965) - 須貝一行
- 破れ傘刀舟悪人狩り 第4話「毒花は散った」(1974) - 喜平次
- 特捜最前線 第8話「愛と復讐の銃弾」 (1977)
- 破れ新九郎 第25話「大爆破！夜空に消えた新九郎」 (1979) - 池島市之進
- 月曜ワイド劇場「子供たちの復讐」 (1983)
- 序の舞 (1984)
- 若大将天下ご免! 第7話「父よ、あなたは捕った!」 (1987) - 青木孫兵衛
- 大家族ドラマ 嫁の出る幕 (1994) - 中川重次
- 殿さま風来坊隠れ旅 (1994) - ナレーション
- 小児病棟・命の季節 (1996) - 岩尾道彦
- 女教師 (1998) - 長谷川淳平
- 笑ゥせぇるすまん (1999年) - 当前凡一
- 木曜ミステリー
  - 京都迷宮案内 - 主演・杉浦恭介 
    - 第1シリーズ (1999)
    - 第2シリーズ (2000)
    - 第3シリーズ (2001)
    - 第4シリーズ (2002)
    - 第5シリーズ (2003)

  - 新・京都迷宮案内 - 主演・杉浦恭介 
    - 第1シリーズ (2004)
    - 第2シリーズ (2004)
    - 第3シリーズ (2006)
    - 第4シリーズ (2007)
    - 第5シリーズ (2008)

  - 京都地検の女第2シリーズ第1話（2005年1月13日） - 杉浦恭介
  - 最強のふたり〜京都府警 特別捜査班〜（2015年） - 主演・東雲尋八 ※ 名取裕子とダブル主演
- 土曜ワイド劇場
  - 松本清張サスペンス・黒い空（1990） - 難波為利
  - 新・赤かぶ検事奮戦記 (1994-2005) - 主演・柊茂
  - 半落ち（2007年） - 岩村刑事部長 役
  - 天才刑事・野呂盆六  - 主演・野呂盆六 役
    - (1) スワンの涙 (2007)
    - (2) 母という名の罠 (2008)
    - (3) 復讐の天使! (2009)
    - (4) わが子よ… (2009)
    - (5) いい死、旅立ち (2010)
    - (6) 哀しみ館の惨劇! (2011)
    - (7) 美しき母の伝説 (2013)
    - (8) 見知らぬ他人 (2013)
    - (9) 鬼・もう1人の女 (2014)
    - (10) 盆六暁に死す！ (2015)

  - 検事・悪玉1（2016・朝日放送〈現：朝日放送テレビ〉制作） - 主演・阿久田正紀 役[32]
- ぼくらはみんな生きている（2003年） - 神山恵庵 役
- 忠臣蔵（2004年） - 荻生徂徠 役
- 名奉行! 大岡越前（2005 - 2006） - ナレーション
- 黒いバッグの女（2006年） - 主演・古川昭一 役
- ミヤコ蝶々ものがたり（2007年） - 三遊亭柳枝 役
- 松本清張 点と線（2007年） - 笠井係長 役
- 黒澤明ドラマスペシャル・第一夜 天国と地獄（2007年） - 馬場栄 役
- 鹿鳴館（2008年） - 飛田天骨 役
- 忠臣蔵 音無しの剣（2008年） - 大石内蔵助 役
- 落日燃ゆ（2009年） - 佐藤賢了 役
- 女刑事音道貴子・凍える牙 （2010年） - 滝沢保 役
- 樅ノ木は残った（2010年） -  酒井雅楽頭 役
- お母さんの最後の一日（2010年） -  有村弘文 役
- 警視庁継続捜査班（2010年） - 貴志徳治郎 役
- ナサケの女〜国税局査察官〜（2010年） - 花形啓介 役
- 忠臣蔵〜その男、大石内蔵助（2010年） - ナレーション
- 新春ドラマSP 味いちもんめ（2011年） - 平松宗玄 役
- 告発〜国選弁護人（2011年） - 岡部雅也 役
- 最後の晩餐 〜刑事・遠野一行と七人の容疑者〜（2011年） - 内堀清二郎 役
- 陽はまた昇る（2011年） - 内堀清二郎 役
- 刑事魂（2012年） - 三島昌道 役
- 上意討ち 拝領妻始末（2013年） - 柳瀬三左衛門 役
- ダブルス〜二人の刑事（2013年） - 前川誠一 役
- 松本清張ドラマスペシャル・三億円事件（2014年） - 平沼要 役
- 時は立ちどまらない（2014年） - 浜口吉也 役
- ドラマスペシャル 家政婦は見た!（2014年） - 山尾元太郎 役
- ゼロの真実〜監察医・松本真央〜（2014年） - 小杉貞夫 役
- 復讐法廷（2015年） - ナレーション
- 松本清張ドラマスペシャル・地方紙を買う女〜作家・杉本隆治の推理（2016年） - 東山善吉 役
- ドクターX〜外科医・大門未知子〜 スペシャル（2016年） - 青柳忠志 役
- そして誰もいなくなった（2017年） - 翠川信夫 役
- BG～身辺警護人～（2018年） - 鮫島匡一 役
- パディントン発4時50分（2018年） - 山口参事官 役
- やすらぎの刻〜道（2019 - 2020年） - 根来公平（晩年） 役/水沼六郎 役
- 七人の秘書（2020年） - 一原福造 役[33][34]
- モコミ〜彼女ちょっとヘンだけど〜（2021年） - 須田観 役
- 日曜プライム
  - 検事・悪玉2（2018・朝日放送テレビ制作）
- 6秒間の軌跡〜花火師・望月星太郎の憂鬱（2023年） - 望月航 役[35]
  - 6秒間の軌跡～花火師・望月星太郎の2番目の憂鬱（2024年）[36]
- ブラック・ジャック（2024年）[37]
- 終りに見た街（2024年） - 老人 役[38]
- プライベートバンカー（2025年） - 天宮寺丈洋 役[39]

#### テレビ東京
- 大江戸捜査網 第478話「仇討ち無情 親子の絶唱」（1981年） - 渡海屋 役
- 竜馬がゆく （1982年） - 清河八郎 役
- 古都（1994年）
- 新春ワイド時代劇
  - 豊臣秀吉 天下を獲る!（1995年） - ナレーション
  - 忠臣蔵〜決断の時（2003年） - 吉良上野介 役
  - 竜馬がゆく（2004年） - 坂本八平 役
  - 戦国疾風伝 二人の軍師 秀吉に天下を獲らせた男たち（2011年） - 黒田宗円 役
  - 忠臣蔵〜その義その愛（2012年） - 堀部弥兵衛 役
- 女と愛とミステリー→水曜ミステリー9
  - 旅行作家・茶屋次郎 - 主演・茶屋次郎 役
    - (1) 梓川清流殺人事件 (2001)
    - (2) 長良川殺人事件 (2002)
    - (3) 四万十川殺人事件 (2003)
    - (4) 熊野川殺人事件 (2004)
    - (5) 千曲川殺人事件 (2005)
    - (6) 伊豆狩野川殺人事件 (2006)
    - (7) 天竜川連続殺人事件 (2007)
    - (8) 渡良瀬川殺人事件 (2008)
    - (9) 笛吹川殺人事件 (2011)
    - (10) 箱根早川殺人事件 (2012年)
    - (11) 日光鬼怒川殺人事件 (2013年)
    - (12) 大井川殺人事件 (2014年)

  - 和泉教授夫妻シリーズ - 主演・和泉直人 役
    - (1) 釧路湿原殺人事件 (2001)
    - (2) 湯布院殺人事件 (2002)
    - (3) 夏泊殺人岬 (2003)

  - 指紋捜査官・塚原宇平の神業 - 主演・塚原宇平 役
    - (1) 生き返った指紋 (2005)
    - (2) 指紋は語る (2006)
    - (3) 嘘つきな指紋 (2008)

  - 逆光 保護司・笹本邦明の奔走（2014年） - 主演・笹本邦明 役
  - 共犯 元刑事 永井耕作の誘拐捜査 (2016年) - 主演・永井耕作 役
- 水曜シアター9
  - 雪冤（2010年） - 主演・八木沼悦史 役
- 赤い月（2004年） - 鄒琳祥 役
- 李香蘭（2007年） - 山口文雄 役
- ボクら星屑のダンス（2011年） - 広岡謙二 役
- 親父がくれた秘密〜下荒井5兄弟の帰郷〜（2012年） - 下荒井奏助 役
- 松本清張 強き蟻（2014年） - 沢田信弘 役
- 模倣犯（2016年） - 有馬義男 役[40]
- 破獄（2017年） - 貫井千吉 役
- あまんじゃく（2018年） - 横倉義實 役
- リーガル・ハート 〜いのちの再建弁護士〜（2019年） - 米倉正臣 役[41]

#### 朝日放送
- 部長刑事（1975年、関西ローカル） - 爪部長刑事 役
- チェックメイト78 第14話「警部、罠を掛ける」 (1979年)
- 新ハングマン 第8話「代議士の自殺を演出する兄弟秘書」（1983年） - 富山浩 役

#### WOWOW
- CO 移植コーディネーター（2011年） - 斎藤利通 役
- 翳りゆく夏（2015年） - 杉野俊一 役
- 沈まぬ太陽 第2部（2016年） - 龍崎一清 役[42]

#### BSスカパー!
- 藤沢周平新ドラマシリーズ「橋ものがたり－吹く風は秋－」（2017年） - 主演・弥平 役
- 『帰郷』 (2020年)

#### その他
- 鬼平外伝 老盗流転（2014年） - 井筒屋徳兵衛 役
- 橋ものがたり 約束（2024年2月3日、時代劇専門チャンネル）[43] - 藤作 役
- 鬼平犯科帳（時代劇専門チャンネル） - 蓑火の喜之助 役
  - 鬼平犯科帳 本所・桜屋敷（2024年1月8日）
  - 鬼平犯科帳 でくの十蔵（2024年6月8日）[44]
  - 鬼平犯科帳 血頭の丹兵衛（2024年7月6日）[44]
  - 鬼平犯科帳 老盗の夢（2025年2月8日）[45]

### 映画
- 放浪記（1962年）
- 太陽は泣かない（1976年）
- 難病「再生不良性貧血症」と闘う 君はいま光のなかに！（1978年）
- 夏の秘密（1982年）- 三池久造
- 誘拐報道（1982年）
- 小説吉田学校（1983年）- 福田赳夫
- いつか誰かが殺される（1984年）
- タンポポ（1985年）- ボーイ
- 恋文（1985年）- カウンセラー
- マルサの女（1987年）- 大谷銀行営業課長
- 黒いドレスの女（1987年）- 朝吹英一郎
- バカヤロー!2 幸せになりたい。（1989年）- 笠松好司
- 善人の条件（1989年）- 藤村良策
- ジュリエット・ゲーム（1989年）
- キッチン（1989年）- 田辺絵理子
- あげまん（1990年）- 寿
- ボクが病気になった理由（1990年）- 橋爪
- 女がいちばん似合う職業（1990年）
- おいしい結婚（1991年）
- 未来の想い出 Last Christmas（1992年）- 宇留沢等
- 子連れ狼 その小さき手に（1993年）- 柳生備前
- 第1回欽ちゃんのシネマジャック「探偵〜ハーレム・ノクターン〜」（1993年）
- 居酒屋ゆうれい（1994年）- 佐久間
- 時の輝き（1995年）
- 四姉妹物語（1995年）- 小暮謙三
- お日柄もよくご愁傷さま（1996年）
- お墓がない!（1998年）
- 大安に仏滅!?（1998年）
- すずらん〜少女萌の物語〜（2002年） - 常盤次郎
- 竜馬の妻とその夫と愛人（2002年） - 勝海舟
- ミスター・ルーキー（2002年） - 瀬川監督
- ローレライ（2005年） - 西宮貞元
- 涙そうそう（2006年） - 稲嶺義郎
- 余命（2009年） - 諸井康平
- バオバブの記憶（2009年） - ナレーター
- 交渉人 THE MOVIE タイムリミット高度10,000mの頭脳戦（2010年） - 栗原周五郎
- RAILWAYS 49歳で電車の運転士になった男の物語（2010年） - 大沢悟郎
- SPACE BATTLESHIP ヤマト（2010年） - 藤堂平九郎
- 奇跡（2011年） - 大迫周吉（航一の祖父・のぞみの父）
- 「わたし」の人生 我が命のタンゴ（2012年）
- 東京家族（2013年） - 主演・平山周吉
- 永遠の0（2013年） - 井崎源次郎
- 小さいおうち（2014年） - 小中先生
- 母と暮せば（2015年） - 川上教授
- 家族はつらいよ（2016年） - 主演・平田周造
- 海よりもまだ深く（2016年）[46]
- 破門 ふたりのヤクビョーガミ（2017年） - 小清水隆夫
- 家族はつらいよ2（2016年） - 主演・平田周造
- 三度目の殺人（2017年） - 重盛彰久[47]
- 吹く風は秋（2017年） - 主演・弥平
- DESTINY 鎌倉ものがたり（2017年） - 優子の旦那
- 女々演（2018年） - 購買のおじさん
- 妻よ薔薇のように 家族はつらいよIII（2018年） - 主演・平田周造
- ウスケボーイズ（2018年） - 麻井宇介
- サムライせんせい（2018年） - 佐伯
- 七つの会議（2019年） - 宮野和広
- あの日のオルガン（2019年） - 近藤作太郎 [48]
- アルキメデスの大戦（2019年） - 嶋田繁太郎 [49]
- ある船頭の話（2019年） - 町医者
- 男はつらいよ お帰り 寅さん（2019年） - 及川一男
- お終活 熟春!人生、百年時代の過ごし方（2021年） - 大原真一
- 大河への道（2022年） - 大物脚本家・加藤[50]
- シャイロックの子供たち（2023年2月17日）- 石本浩一
- リボルバー・リリー（2023年8月11日） - 升永達吉[51]
- 沈黙の艦隊（2023年9月29日） - 海原大悟[52]
- ゴジラ-1.0（2023年11月3日） - 役名なし（カメオ出演）[53]
- シティーハンター（2024年4月25日、Netflix） - 阿久津
- お終活 再春!人生ラプソディ（2024年5月31日） - 大原真一[54][55]
- おしゃべりな写真館（2024年10月11日） - 三國勘太郎
- 運命屋（2024年11月8日）[56][57]
- 蔵のある街（2025年8月22日公開予定）[58][59][60]

### 舞台
- 劇団雲公演
  - 『榎本武揚』（1967年） - 信号係
  - 『ヘンリー四世』(1967年)
  - 『スカパンの悪だくみ』(1974年)
- 演劇集団 円公演
  - 『天竺徳兵衛韓噺』(1977年)
  - 『夜叉ヶ池』(1978年)
  - 『雰囲気のある死体』(1980年)
  - 『ハムレットQ1』(1983年)
  - グローブ座公演 『ジュリアス・シーザー』(1989年)
  - こどもステージ公演 『不思議の国のアリスの帽子屋さんのお茶の会』(1986年)
  - 『叔母との旅』(1994年)
  - 『ゆうれい』(1997年)
  - 『シラノ・ド・ベルジュラック』(2001年)
  - 公演 『実験』(2007年)
  - 公演 『死の舞踏』(2008年)
  - 『ウエアハウス-circle-』(2011年)
  - 『景清』(2016年)
- 花の会公演 『ドリスとジョージ』(1983年、小川真由美との二人芝居)
- PARCOプロデュース 『野田版・国性爺合戦』(1989年)
- NODA・MAP公演
  - 野田地図番外公演 『し』(1995年、野田秀樹との二人芝居)
  - 『パイパー』(2009年)
  - 『エッグ』（2012年）
- TBS・グローブ座公演 『レインマン』(2006年)
- 新国立劇場 『ゴドーを待ちながら』(2011年) ウラディミール役
- シス・カンパニー公演『ドレッサー』（2013年）
- 謎の変奏曲（2017年）[61]
- リーディングシアター『GOTT 神』（2024年）[62]
- ソロリーディングシアター 〜シーラッハ傑作短編〜（2025年公演予定）[63]
- 飛び立つ前に（2025年 - 2026年公演予定）[64]

### 劇場アニメ
- 千夜一夜物語（1969年） - アスラーン
- かぐや姫の物語（2013年） - 車持皇子

### テレビアニメ
- ムーミン（1969年　フジテレビ） - 初期のエピソードにゲスト出演。

### その他アニメ
- 世界名作童話 まんがシリーズ（1983年） - 声の出演[65]

### 吹き替え
- 刑事コロンボ 第三の終章（エディ・ケーン）
- ハムレット (1964年の映画)（ハムレット） ※ソフト版
- ベイブ（ナレーター） ※ソフト版
- ロビンとマリアン（リトル・ジョン） ※テレビ朝日版
- 探偵キャノン「最後の盗聴」(1975-1976　NHK総合)　リンデ・チルス(ノーマン)・ゲスト

主役のキャノンの声は瑳川哲朗。声のゲストはほかに和崎俊哉等。
- アンクル・トム(アメリカドラマ　NHK総合)　ブルース・ダーン

### ラジオ
- FMアドベンチャー 「あっちが上海」（1984年、NHK-FM放送） - 岩内亮
- FMシアター（NHK-FM放送）
  - 「モモ」（1984年） - ジジ
  - 「べえすぼおる・らぷそでい」（1985年）
  - 「名画誕生」（1987年）
  - 「ベートーヴェンになりたかった男」（1988年）
  - 「本覚坊遺文」（1988年）
  - 「四万十川・あつよしの夏」（1988年）
  - 「夜のコーラス」（1990年）
  - 「屋上の徘徊者」（2004年）
  - 「かわり目 ～父と娘の15年～」（2010年） - 長山吾郎
  - 『船を待つ』（2020年10月17日）[66]
  - 『リーチ』（2024年12月7日） - 博（マスター） 役[67]
- 朗読（NHKラジオ第2放送）
  - 「三国志」（1993年9月 - 1996年7月）
  - 「羅生門」（芥川龍之介）
  - 「河童」（芥川龍之介）ほか
  - 新春特別企画「海賊とよばれた男」（2013年）
- 特集オーディオドラマ（NHK-FM放送）
  - 「草原の椅子」（2000年）
  - 「橋爪功ひとり芝居　おとこのはなし」（2012年）
- 青春アドベンチャー（NHK-FM放送）
  - 「赤と黒」（2004年） - 語り
  - 「魔術師」（2011年） - 奥村源蔵
- TBSラジオ
  - 「トヨタプレゼンツ ドライブのように」（2006年 - 2007年） - ストーリーテラー
  - 「被取締役新入社員」（2008年） - 川崎又三郎
  - 「下町ロケット」（2012年） - 財前道生

### 教養番組
- 素敵な宇宙船地球号（2008年11月 - 2009年9月、テレビ朝日） - ナレーション
- NHKスペシャル 病の起源 第3集 うつ病〜防衛本能がもたらす宿命〜（2013年10月20日、NHK総合） - ナビゲーター

### CM
- 三井海上
- ロート製薬 パンシロン
- シャープ
- 本田技研工業 アコード（1993年）
- トヨタ自動車 マークII（1998年）
- 和真 全視界メガネ（2004年 - ）
- センコー

### イメージキャラクター
- 近畿日本ツーリスト 夫婦で綴る思い出の旅 ゆとりっぷ（1990年代初頭頃）※ 高林由紀子と夫婦役で共演。

### 配信ドラマ
- 沈黙の艦隊 シーズン1 〜東京湾大海戦〜（2024年） - 海原大悟[68]
- ガンニバル シーズン2（2025年3月19日 - 4月23日、Disney+ Star） - 神山正宗 役（現代編）[69]

### その他
- 朗読 夏目漱石作品集(CD31枚組) (日本音声保存)
- 新潮カセットブック (新潮社)
  - 「赤と黒 縮約版(上・下)/スタンダール」 (1987)
  - 「芋粥・羅生門/芥川龍之介」 (1987)
  - 「火垂るの墓/野坂昭如」 (1988)
  - 「或阿呆の一生/芥川龍之介」 (1989)
  - 「耳なし芳一のはなし・むじな/小泉八雲」 (1989)
  - 「河童/芥川龍之介」 (1991)
- 新潮CD (新潮社)
  - 「河童/芥川龍之介」 (1997)
  - 「蒲団/田山花袋」 (2001)
  - 「火垂るの墓/野坂昭如」 (2001)
  - 「羅生門/芥川龍之介」 (2002)
  - 「パニック/開高健」 (2002)
  - 「泥の河/宮本輝」 (2005)
  - 「しぶちん/山崎豊子」 (2008)
- 「ディズニーよいこの名作童話集(I・II)」 (1987)
- 「TBS文芸図書館・見知らぬ我が子/赤川次郎」 (世界文化社、1988)
- 「不射之射」(1988)
- 「幻想文学名作選」 (エニー、2005)
- 「三国志」 (大空社、2009)